# Józef Cyppek
Józef Cyppek (ur. 20 sierpnia 1895 w Opolu, zm. 3 listopada 1952) – polski morderca, zwany Rzeźnikiem z Niebuszewa. Skazany na karę śmierci (wyrok wykonano). Udowodniono mu zabójstwo jednej kobiety – sąsiadki Ireny Jarosz, przyjęła się jednak teoria (określana jako legenda miejska) przypisująca mu także szereg innych zbrodni.

## Życiorys
Józef Cyppek urodził się w Opolu w 1895. Jego matka była Polką, a ojciec Niemcem, a on sam uważał się za Niemca. Z zawodu był ślusarzem i od wybuchu I wojny światowej pracował jako ślusarz na kolei. W roku 1915 został powołany do wojska, gdzie w czasie służby wojskowej otrzymał dwa odznaczenia. W 1917 został ciężko ranny i amputowano mu prawą nogę na wysokości kolana. Po tym zabiegu dwa lata spędził w szpitalach, a później używał protezy nogi. W późniejszym czasie został członkiem Komunistycznej Partii Niemiec. 
W 1952 roku przyjechał do Szczecina. Najpierw mieszkał przy ulicy Wawrzyniaka, później (też w 1952 roku) został przesiedlony do budynku przy ulicy Wilsona 7 (dzisiejsza Niemierzyńska 7). Zajmował mieszkanie na parterze. Początkowo przez kilka dni mieszkał z młodym blondynem, o którym mówił, że to jego syn. Później chłopaka już nie widziano. Pracował jako ślusarz w zajezdni tramwajowej Pogodno.

## Opis osoby
Józef Cyppek był niskiego wzrostu – miał 158 cm, krępej i przysadzistej budowy. Miał duże dłonie, o czym świadczy odbitka linii papilarnych kciuka w policyjnych aktach. Nie jest jasne do końca pochodzenie Cyppka. Doskonale mówił w języku niemieckim, natomiast w aktach więziennych napisano, że obywatelstwo i narodowość miał polskie. Warto dodać, że pojawia się również informacja, że Cyppek pod pachą miał wytatuowaną swastykę.

## Zbrodnia
Do zbrodni doszło 11 września 1952 roku. Cyppek zwabił sąsiadkę, 20-letnią Irenę Jarosz, do swojego mieszkania i zabił ją uderzając młotkiem w głowę.
Do Ireny Jarosz przyszła na wcześniej umówioną wizytę koleżanka z dawnej pracy – Zofia S. Zawsze gdy się spotykały, jedna na drugą czekała. Tym razem było inaczej. Zofia S. zastała otwarte mieszkanie. Kobieta  przez około dwie godziny czekała na Irenę. Około 18:30 wrócił 25-letni mąż ofiary. Zauważył, że w domu brakowało pierzyny, koca, prześcieradła, garnituru i zegarka. Zaniepokojony nieobecnością żony obszedł sąsiadów, zachodząc też do Cyppka. Tam zauważył sukienkę Ireny, a przez okno dostrzegł swoją pierzynę. Zgłosił sprawę milicji. Funkcjonariusze po przybyciu nie zastali sprawcy, był on wtedy w kinie. Po powrocie Cyppka do domu zatrzymali go i weszli do mieszkania.

W pokoju na kanapie leżały zwłoki Ireny, z odciętą głową, rękami, nogami i wyciągniętymi wnętrznościami. Ręce i jedno udo przy szafie. Wnętrzności – w wiadrze pod oknem. W kuchni na zlewie, krzesłach i drzwiach czerwone plamy – część nieudolnie pościerana. Na półce przy kaflowej kuchni miska do połowy wypełniona czerwoną cieczą. Obok maszynka do mielenia mięsa ze śladami mielenia. Na talerzach serce i wątroba ludzka. Na stole na patelni niedojedzona jajecznica z jakimś tłuszczem. Obok chleb ze smalcem, sałatka z pomidorów i kawałek surowego mięsa, chyba wołowego. Po mieszkaniu walały się butelki po piwie i wódce.

Brak głowy – nie wiadomo więc, co było bezpośrednią przyczyną śmierci.

Sposób poćwiartowania zwłok – jednorazowe cięcia, bez powtórzeń, równo w stawach i wydobycie narządów wewnętrznych świadczą o pewnej fachowości sprawcy, wprawnej technice.

## Dochodzenie

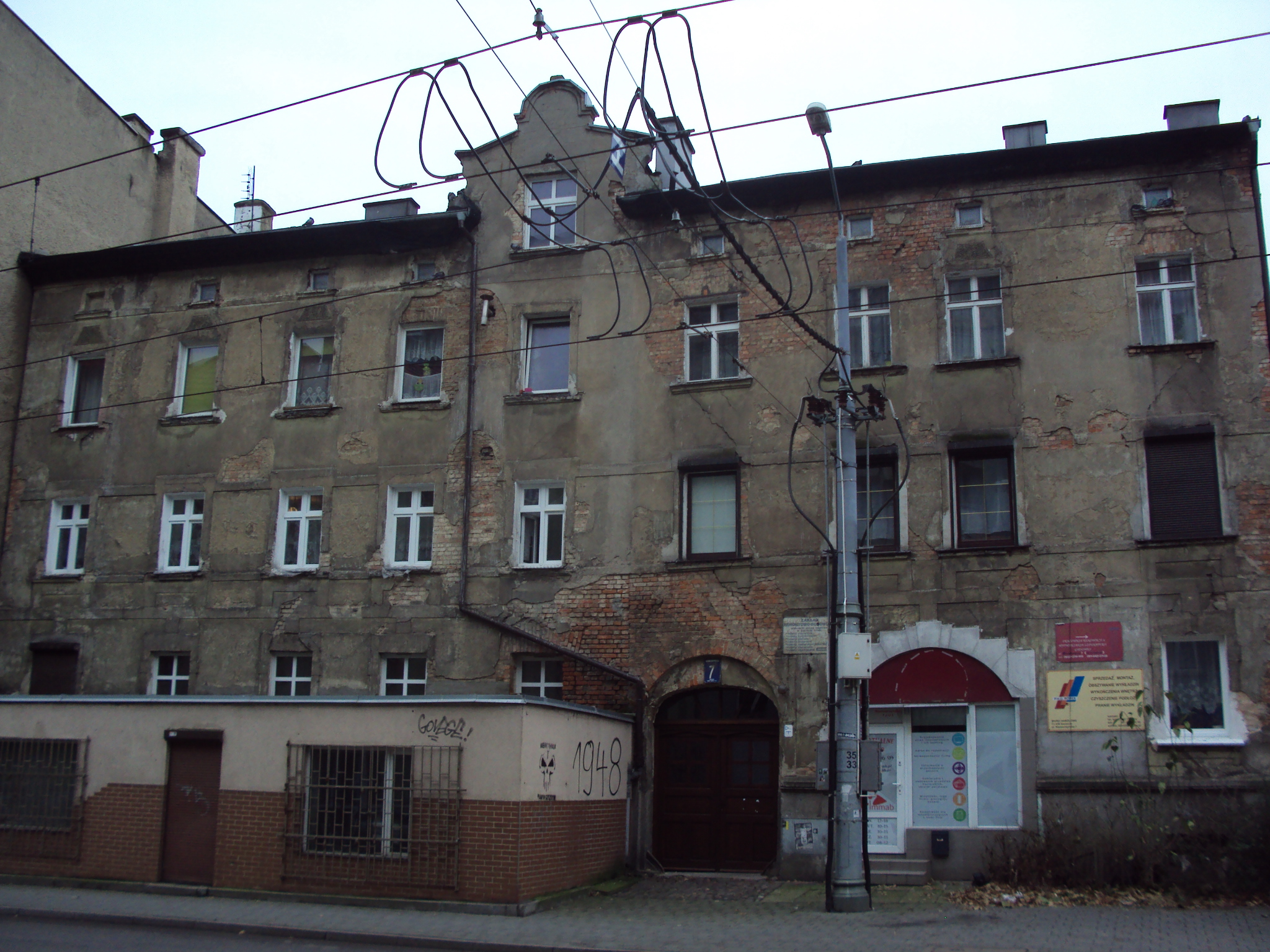
Kamienica przy ul. Niemierzyńskiej 7 w Szczecinie, gdzie mieszkał Józef Cyppek

Od kilku lat w Szczecinie krążyły pogłoski o grasującym seryjnym mordercy i wśród mieszkańców panowała atmosfera strachu.
W czasie dochodzenia Cyppek zeznał, że głowę utopił w pobliskim jeziorze Rusałka. Twierdził, że chciał sypiać z sąsiadką, a ona nie chciała mu się oddać. Na pytanie, dlaczego poćwiartował zwłoki, odpowiadał, że chciał je wynieść w kawałkach. W czasie dochodzenia milicjanci znaleźli w mieszkaniu również inne sukienki nienależące do Ireny Jarosz, buty damskie, majteczki i ubrania dziecięce. Sprawca posiadał również książkę lekarską w języku niemieckim. W sprawie książki twierdził, że używał jej prywatnie do studiowania. Nie ma w źródłach informacji o dziecięcych ubrankach.
O Cyppku krążyły różne pogłoski. Kasjerka z kina naprzeciwko rzekomo „naganiała” do niego dzieci, którym zabrakło pieniędzy do biletu. Mówiła im, że da on dzieciom brakującą część pieniędzy. Cyppek rzekomo dzieci zabijał, a poćwiartowane zwłoki wywoził do opuszczonego gmachu magazynów, późniejszej Wyższej Szkoły Rolniczej (dzisiaj jest to Zachodniopomorski Uniwersytet Technologiczny). Cyppek przerabiał tam ciała na produkty jadalne. Nie zostało do końca ustalone, co z nimi robił, wiadomo jednak, że na pobliskim bazarze sprzedawał bigos własnej produkcji. W tych trudnych, powojennych latach mięso było towarem deficytowym.
W toku śledztwa wypuszczono wodę z jeziora Rusałka. Rzekomo odnaleziono w nim od kilku do kilkunastu czaszek ludzkich, w przeważającej części dziecięcych.

## Proces
Proces – w trybie doraźnym – trwał tylko kilka dni. Za zabójstwo Ireny Jarosz, 17 września 1952 roku Cyppek został skazany na karę śmierci. Prosił Prezydenta RP Bolesława Bieruta o ułaskawienie, ale Prezydent nie zastosował prawa łaski. Józef Cyppek został stracony 3 listopada 1952 roku o godzinie 17:45. Pochowany potajemnie na cmentarzu Centralnym w Szczecinie.

## Lata późniejsze
W mieszkaniu, które zajmował Cyppek, przez wiele lat nikt nie chciał zamieszkać. Lokal początkowo stał pusty, później zrobiono tam schowek i miejsce na toalety. Część lokalu przydzielono do sąsiedniego mieszkania, następnie mieścił się tam zakład szewski.

## Odniesienia kulturowe
W roku 2012 powstał amatorski film fabularny na kanwie tamtejszych wydarzeń pt. Wilsona 7, w reżyserii szczecińskiego studenta, Jakuba Borunia. W 2018 roku metalowy zespół Okrütnik w oparciu o historię Józefa Cyppka stworzył utwór pt. Wrześniowe popołudnie Rzeźnika '52. W 2019 roku ukazały się dwie książki – Maxa Czornyja pt. Rzeźnik i Jarosława Molendy pt. „Rzeźnik z Niebuszewa. Seryjny morderca i kanibal czy kozioł ofiarny władz PRL-u?”. Cztery lata później, nakładem wydawnictwa FILIA, ukazała się książka szczecinianina Przemysława Kowalewskiego "Kozioł".